# Starodavna cesta čaja in konjev
Čajna konjska cesta ali čamadao (poenostavljena kitajščina: 茶 马 道; tradicionalna kitajščina: 茶 馬 道), zdaj splošno imenovana Starodavna cesta čaja in konjev ali čama gudao (poenostavljena kitajščina: 茶 马 古道; tradicionalna kitajščina: 茶 馬 古道) je bila mreža karavanskih poti, ki so potekale skozi gore Sečuana, Junana in Guidžova na jugozahodu Kitajske.  Včasih se označuje tudi kot južna Svilna cesta. Pot se je razširila v Bengalijo na indijski podcelini.

## Zgodovina
Od okoli tisoč let nazaj, je bila stara Čajna pot trgovska povezava iz Junana, ene prvih regij za proizvodnjo čaja do Bengalije preko Burme, Tibeta in osrednje Kitajske preko province Sečuan.  Poleg čaja so karavane mul tovorile tudi sol. Tako ljudje kot konji so prenašali težke tovore čaja, nosači so včasih nosili tudi 60-90 kg, kar je bilo pogosto več kot lastna telesna teža. 
Menijo, da se je trgovska omrežja s čajem (tipično opeke čaja) najprej razširila po vsej Kitajski in Aziji, od njenih začetkov v okrožju Pu'er, v bližini prefekture Simao v Junanu. 
Pot si je prislužila ime Čajna konjska cesta zaradi skupne trgovine s tibetanskimi poniji za kitajski čaj, praksa, ki je segala vsaj do dinastije Song, ko so bili čvrsti konji pomembni za Kitajsko za boj s sprtimi nomadi na severu. 

## Potek
Strogo gledano, je bila Čajna konjska cesta v veliki meri pešpot in je imela več variant. Konji so bili dejansko tudi kot trgovsko blago na teh poteh, za prenos bremena so bolj služile, kot v mnogih drugih gorskih regijah, mule. Kar nekaj karavan so sestavljali nosači.
Severne poti iz Čengduja v Sečuan na zahodu in od Dalija (大理) v Junan na severozahodu, se je združilo v okrožju Markam (སྨར་ ཁམས, kitajsko Mángkāng (芒康)) v vzhodnem Tibetu v Čenguanu (ཆབ་ མདོ་) , v zgornjem toku reke Mekong in vodile od tam na jug v zgornji tok Saluen do Lase (ལྷ་ ས་). Od tam so šle na Gjance (རྒྱལ་ རྩེ) in prelaz Nathu La (རྣ་ ཐོས་ ལ་) skozi Sikim do Kalkute v Bengaliji. Od Čengduja ali Dalija je v Laso okoli 2000 km, v Kalkuto okoli 3000 km, od glavnih območij z nasadi čaja južno in vzhodno od Junana še nekaj sto kilometrov več.
Manj pogosto so uporabljali južno pot do Indije, ki so jo dosegli od Dalija skozi severni Mjanmar, Nagaland in delto Brahmaputre do Kalkute. Čeprav so bili krajši in opravili nižjih nadmorskih višinah od severa, ampak bolj omejitve in področja nenadzorovanih gorskih ljudstev. In Tibet odpustiti teh progah. Ker je bil Tibet konj izvoznik, niso Zakon Tea-Horse Road.
Tako severna kot južna pot se je izognila najbolj neprehodnim goram Hengduan (横断 ).